# Фінал кубка СРСР з футболу 1946
7-й фінал кубка СРСР з футболу відбувся на стадіоні «Динамо» в Москві 20 жовтня 1946 року. У грі взяли участь московський «Спартак» і тбіліське «Динамо». На матчі були присутні 60 тисяч глядачів.

## Претенденти
«Спартак» (Москва)
- Чемпіон СРСР (3): 1936 (о), 1938, 1939.
- Срібний призер (1): 1937.
- Бронзовий призер (2): 1936 (в), 1940.
- Володар кубка СРСР (2): 1938, 1939.

«Динамо» (Тбілісі)
- Срібний призер (1): 1939, 1940.
- Бронзовий призер (2): 1936 (о), 1946.
- Фіналіст кубка СРСР (2): 1936, 1937.

## Деталі матчу
| 20 жовтня 1946 |

| «Спартак»                        | 3 – 2    | «Динамо» Тб                 |
| -------------------------------- | -------- | --------------------------- |
| Конов 9' Глазков 38' Тімаков 99' | Протокол | Гогоберідзе 15' Антадзе 22' |

| «Динамо» (Москва) Глядачів: 60 000 Арбітр: Михайло Дмитрієв (Москва) |

| СПАРТАК         |                    |      |
|                 |                    |      |
| ВР              | Олексій Леонтьєв   |      |
| ЗХ              | Серафим Холодков   |      |
| ЗХ              | Микола Гуляєв      |      |
| ЗХ              | Василь Соколов     |      |
| ПЗ              | Костянтин Рязанцев |      |
| ПЗ              | Олег Тімаков       |      |
| НП              | Борис Смислов      | 116' |
| НП              | Іван Конов         |      |
| НП              | Олексій Соколов    |      |
| НП              | Микола Дементьєв   |      |
| НП              | Георгій Глазков    |      |
| Заміна:         |                    |      |
| НП              | Микола Климов      | 116' |
| Тренер:         |                    |      |
| Альберт Вольрат |                    |      |

| ДИНАМО          |                      |     |
|                 |                      |     |
| ВР              | Гіві Іоселіані       |     |
| ЗХ              | Алківіад Пехлеваніді |     |
| ЗХ              | Леван Салдадзе       |     |
| ЗХ              | Ібрагім Сарджвеладзе |     |
| ПЗ              | Арчіл Кікнадзе       |     |
| ПЗ              | Григорій Гагуа       |     |
| НП              | Георгій Антадзе      |     |
| НП              | Автанділ Гогоберідзе |     |
| НП              | Борис Пайчадзе       |     |
| НП              | Віктор Бережний      |     |
| НП              | Віктор Панюков       | 46' |
| Заміна:         |                      |     |
| НП              | Аслан Харбедія       | 46' |
| Тренер:         |                      |     |
| Андрій Жорданія |                      |     |